# سوفسطایی‌گری
سوفسطایی‌گری یا سوفیسم (به انگلیسی: Sophist)، مکتبی فکری در یونان باستان بود. قائلان به آن را سوفِسطایی یا سوفیست می‌گفتند.
به‌طور کلی، سوفیست یا سفسطه‌گر به شخصی گفته می‌شود که وجود حقیقت یا شناخت را انکار می‌کند و آن را نتیجهٔ انتزاع ذهن می‌داند. از بزرگ‌ترین سوفسطاییان تاریخ یونان، پروتاگوراس و گرگیاس بودند. سوفسطاییان در فن‌های مغالطه، جدل و خطابه، مهارت بسیار داشتند.

## معنای لغوی
سوفسطایی یا سوفیست در لغت به معنای استاد، دانشور و زبردست است. کسی که در امور زندگی هوشمند و زیرک است.
sophist از نظر لغوی، از ترکیب دو جزء sophi به معنای حکمت و معرفت و ist (به معنای گرایش فکری و در جای دیگر به معنای شغل) در اینجا به معنای پیشه، درست شده‌است؛ و در کل به معنی «معرفت پیشه» است. سوفیست لقبی بود که فیلسوف‌ها روی ایشان گذاشته‌اند، که بار معنایی منفی داشته‌است، بر خلاف اصطلاح (philosophy) که به معنای «عاشقان معرفت» است و به سوفیست‌ها این را می‌گفتند که: شما معرفت پیشه‌اید، نه عاشقان معرفت.

## معنای اصطلاحی در یونان باستان
در یونان باستان آموزگاران فلسفه را سوفسطائی می‌گفتند. اینان از شهری به شهر دیگر می‌رفتند و جوانان را دور خود جمع کرده و در ازای حق‌الٌزحمه به تدریس می‌پرداختند. سوفسطائیان خطابت و جدل و دیگر فنونی را که برای موفقیت‌های اجتماعی و سیاسی لازم بود، به شاگردانشان می‌آموختند.
جنبش سوفیستی در نیمهٔ دوم قرن پنجم قبل از میلاد پدیدار شد. برخلاف دانشمندان و فلاسفهٔ پیشاسقراطی، که عموماً به علوم طبیعی می‌پرداختند، سوفیست‌ها به عوالم معنوی بشر، یعنی ارزش‌های اخلاقی و سیاسی و مذهبی، روی‌آوردند و دربارهٔ اصالت ارزش‌هایی که تا آن زمان پایهٔ زندگی مردمان بود تردید و تحقیق کردند، و بدین‌سان فلسفه‌ای تازه پدید آوردند و زمینه را برای پیدایش علوم معنوی (اخلاق و سیاست و غیره) آماده ساختند. فرق دیگر سوفیست‌ها با دانشمندان پیشین این بود که ایشان به تحقیق و کاوش قناعت نمی‌ورزیدند، بلکه به آموزگاری نیز می‌پرداختند و با اخذ حق‌التدریس‌های کلان تربیت جوانان را برعهده می‌گرفتند، در حالی‌که تا آن زمان اخذ مزد برای تدریس خلاف شأن آزادمردان بود. غایت تعلیم و تربیت سوفیستی این بود که شاگردان بتوانند به یاری فن سخنوری در اجتماعات سیاسی مردمان را به درستی عقاید خود معتقد سازند.
گرگیاس یکی از سوفیست‌های مشهور یونان باستان به این سؤال اساسی برخورد کرد که: «چرا پس از گذشت این همه زمان، هنوز معیاری برای حقیقت مشخص نشده» و برای حقیقت ۳ حالت قائل شد:
1. حقیقتی وجود ندارد.
2. حقیقتی وجود دارد، اما قابل شناخت نیست.
3. حقیقتی وجود دارد، برای عده‌ای قابل شناخت هست، اما قابل انتقال نیست.

به این دلایل، آن‌ها جزو کسانی بودند که به قسمت اعظم بحث معرفت‌شناسی، یعنی «امکان معرفت» پرداختند. در نتیجه سوفسطائیان، قائل به این امر شدند که بحث بر سر حق و حقیقت بی‌فایده است و بهتر است به رتوریک(Rhetoric) یا فن بیان و خطابه بپردازند. در اصل آن‌ها معتقد بودند که حقیقت نسبی است. از آنجایی که خطابه و فن بیان در آن روزگار به دلیل دعاوی حقوقی بی‌شمار یونانیان و تلاش هر شهروند برای رسیدن به صدارت بسیار مهم بود، آن‌ها همیشه مشتریانی برای آموزش داشتند. اما به‌تدریج، بر اثر افراط برخی از این آموزگاران، این واژه معنای دیگری پیدا کرد. آن‌ها به حقانیت و صدق و کذب ادعا کاری نداشتند؛ بلکه تنها می‌خواستند به شاگردانشان آموزش دهند که چطور باید در مناظره‌ها به هر صورت ممکن، حریف را مغلوب کرد. در نتیجه، سوفسطائیان در تداول عامه به بی‌صداقتی فکری و سفسطه‌گری بدنام شدند. در این معنا، سوفسطائی به کسی می‌گفتند که با چرب‌زبانی و مغلطه، از آنچه می‌دانست ناراست است، به قصد فریفتن دیگران دلیل می‌آورد و نتیجه می‌گرفت.
با این وجود بسیاری از بزرگان سوفسطائیان چون پروتاگوراس، تنها فیلسوفانی شکاک بودند که مفاهیم اولیهٔ معرفت‌شناسی را طرح‌ریزی می‌کردند، و به هیچ وجه سوفسطائی در معنای سفسطه‌گر و فریب‌کار نبودند.

## فرقه‌ها و افکار
اما جدا از شهرت سوفسطائیان به بی‌صداقتی فکری، افکار آن‌ها ابعاد گسترده‌تری پیدا کرد. نه تنها نسبت به صدق و کذب مدعا و حقانیت فرد بی‌تفاوت شدند و اصالت را صرفاً به منکوب کردن طرف مقابل دادند؛ بلکه اصولاً حق و حقانیت را انکار کردند.
ابن حزم اندلسی در فِصَل گفته‌است:
- «سوفسطائیان سه صنف‌اند صنفی همه حقایق را نفی کرده‌اند، و صنفی در آن‌ها شک کرده‌اند و صنفی گفته‌اند که آن‌ها در نزد کسی که حق پنداشت حق است و کسی که باطل انگاشت باطل است.»[۶]

در توضیح بیش‌تر می‌توان فرقه‌های سوفسطائی را این‌گونه معرفی کرد:

### عندیه
طایفهٔ عندیه که پیروان پروتاگوراس بوده‌اند می‌گفتند حقایق اشیاء تابع اعتقادند؛ یعنی اگر حقیقتی را تصدیق کنی، آن نزد تو حق است و اگر منکر آن شوی، در نزد تو حق نیست. انسان میزان هر چیز است و حقایق در نفس‌الامر ثبوتی ندارند.
به باور این گروه، هر انسانی ادراکات خاص خود را دارد و هیچ شخص دیگری نمی‌تواند واقعاً بفهمد که کدامیک از این ادراکات «حقیقت» دارد. جهان هستی دارای اصولی غایی نیست که بتوان کشفشان کرد.

### عنادیه
عنادیه که پیروان گرگیاس بودند، می‌گفتند هیچ چیز موجود نیست و اگر هم موجود باشد ما آن را نمی‌شناسیم و اصلاً آنچه حقایق نامیده می‌شود سراب و فریب است.

### لا ادریه
این طایفه به هیچ چیزی اعتقاد ندارند. پیرهون، سوفسطائی مشهور می‌گوید: «ما نه به حس باید اعتقاد داشته باشیم و نه به عقل، بلکه باید بدون رای و بدون تمایل به جهتی باشیم و تأثیرناپذیر، هر امری را هرچه که باشد نباید تصدیق یا تکذیب نماییم بلکه باید آن را هم تصدیق و هم تکذیب کنیم یا نه تصدیق کنیم و نه تکذیب».
همچنین سوفسطائیان برای علم نظری و نفس تفکر کردن ارزشی قائل نبودند، بلکه هنر گذراندن معیشت و حفظ ظاهر را تعلیم می‌دادند و به عبارت دیگر به علم از جهتی که فایده‌ای در زندگی و معاش دارد نظر می‌کردند نه اینکه علم به تنهایی شرافتی داشته باشد، برعکس ارسطو که می‌گفته علم خودش خواستنی است به نظر سوفسطائی در هر جامعه اعمالی درست است که مردم به آن معتقد باشند اگر از او بپرسی که چرا این کار درست است در جواب خواهد گفت که چون مردم به آن اعتقاد دارند یعنی مبنا و معیاری را نمی‌شناسد که کارها را با آن بسنجد بلکه ملاک صحت یک عمل را منحصر در اعتقاد مردم می‌داند.
آنان قائل به اصالت بشر و امور بشری بوده‌اند و آدمی را از طریق صناعت و تربیت قادر به همه چیز می‌انگاشته‌اند.
سوفسطائیان هنر واحدی را آموزش می‌داده‌اند که همان سخنوری است و در یک دیدگاه معرفت شناختی اشتراک داشتند که همان شکاکیت است که بر اساس این دیدگاه معرفت فقط نسبت به فاعل شناسایی می‌تواند تحقق یابد.
بخشی از تعلیم سخنوری این بود که به شاگردانشان یاد می‌دادند تا هر دو طرف یک مسئله را با موفقیت یکسان به اثبات برسانند همان‌طور که پروتاگوراس در این زمینه می‌گوید: «در مورد هر مسئله دو استدلال متقابل وجود دارد».
به نظر سوفسطائیان حقیقت جزئی و متغیر است نه کلی و ثابت. چراکه حقیقت برای هر شخص همان چیزی است که او را متقاعد می‌کند و کاملاً ممکن است کسی را قانع کرد که سیاه سفید است. از نظر سوفسطائیان می‌توان به چیزی معتقد شد، ولی هرگز نمی‌توان دربارهٔ چیزی معرفت داشت. در چنین جوٌی از آن معرفت‌شناسی حمایت می‌شود که مطابق آن، آنچه بر تو پایدار است برای تو هست و آنچه بر من پایدار می‌شود برای من هست؛ بنابراین هیچ‌کس نباید با دیگری مخالفت کند چراکه برای هرکس حقیقت همان چیزی است که خودش به آن دست یافته‌است.
سوفسطائیان دارای مبنای انسان گرایی بودند به این معنی که قانون را قرارداد محض می‌دانسته‌اند قراردادی که انسان‌ها آن را به وجود آورده‌اند و می‌توانند با توافق خود آن را تغییر دهند.
آنان می‌گفتند که قانون را بشر ابداع کرده، یعنی قانون امر طبیعی ضروری نیست بلکه امر امکانی اختیاری است و تاحدودی مصنوع بشر و تابع قصد و نیت اوست.

## انتقادات
از یکسو، خدمات سوفیست‌ها به فرهنگ انسانی، خصوصاً از آن حیث که اندیشهٔ آدمی را از قید اوهام و خرافات آزاد کردند و دانش‌های گوناگون را رواج دادند، قابل انکار نیست و جنبش سوفیستیِ نیمهٔ دوم قرن پنجم قبل از میلاد را می‌توان به جنبش روشنفکری قرن‌های ۱۷ و ۱۸ میلادی اروپا تشبیه کرد. اما از آنسو، عواقبی که این جنبش در یونان به‌بار آورد به دلایل متعدد مطابق نیت سوفیست‌ها، و لااقل بزرگانشان، نبود. چه اگر به‌قول پروتاگوراس «آدمی میزان هرچیز باشد» ناچار باید حقیقت مطلق را منکر شد، و در اینصورت علم به‌کلی بی‌معنی می‌شود و جای خود را به نظرهای شخصی می‌دهد و برای اصول اخلاقی مطلق که در همه‌جا و دربارهٔ همه‌کس تمهیدآور باشد جایی نمی‌ماند. نتیجهٔ مستقیم این‌گونه عقاید این بود که خودخواهی و جاه‌طلبی شخصی معیار گردید و هرکس هرچه را که به‌حال خود سودمند می‌دید مجاز شمرد و رشته‌های اخلاقی و مذهبی که افراد را به جامعه بسته بودند یکباره گسستند و کسانی که کامیابی شخصی را برتر از همه‌چیز می‌شمردند برای عقاید خود پشتوانه‌ای فلسفی به‌دست آوردند. آموزگاران فن سخنوری بیش از دیگران شهرت یافتند و بیشترِ جوانان سردرپی ایشان نهادند و از اینکه به‌یاری آن فن می‌توانستند در اجتماعات و دادگاه‌ها حق را باطل جلوه دهند و باطل را بجای حق بنشانند لذت فراوان می‌بردند. از اینجا می‌توان به اهمیت مبارزهٔ سقراط و سپس افلاطون با اینان پی‌برد. نه‌تنها سقراط، که محافظه‌کاران و وطن‌پرستان آتنی نیز از همان آغاز پیدایش سوفیست‌ها به خطر اندیشه‌های سوفیستی پی‌بردند و گذشته از آنکه سوفیست‌ها را به‌سبب مزد خواستن به‌عوض تدریس خوار می‌داشتند، از دیدن اغتشاش و بی‌ثباتی معنوی و تزلزل اصول اخلاقی و ارزش‌های کهن، که دستاورد آموزه‌های سوفیستی بود، رنج می‌بردند و برآن شده بودند که سوفیستان را از میان بردارند، چنان‌که در سال ۴۳۲ ق.م. قانونی نهادند که داشتن عقاید مذهبی مخالف مذهب رسمی آتن را قابل‌کیفر کرد، و هرچند سال یکبار واقعهٔ تازه‌ای را بهانه می‌کردند تا سوفیست معروفی را محاکمه و تبعید کنند. مثلاً پس از سقوط پریکلس، آناکساگوراس را به‌ظاهر به‌اتهام بی‌دینی و در معنی به‌منظور برانداختن عقاید سوفیستی محاکمه و از آتن تبعید کردند.
ابن‌سینا در مورد روش برخورد با سوفسطائی‌ها می‌نویسد:
«از سوفسطائی می‌پرسیم که دربارهٔ انکار خودتان چه می‌گویید؟ آیا می‌دانید انکار شما حق است، یا باطل است یا شاکّید؟ اگر از روی علم خودشان به یکی از این امور سه‌گانه حکم کردند پس به حقّیّت اعتقادی اعتراف کرده‌اند خواه اینکه این اعتقاد، اعتقاد حقّیّت قولشان به انکار قول حق باشد، یا اعتقاد بطلان آن یا اعتقاد شکّ در آن، پس انکارشان حق را مطلقاً، ساقط است.
و اگر بگویند ما شک داریم، به آنان گفته می‌شود که آیا می‌دانید که شک دارید یا به شک خودتان انکار دارید، و آیا از گفتارها به چیز معینی علم دارید؟ پس اگر اعتراف کردند که شکاکند یا منکرند و به شیء معینی از اشیا عالمند، پس به علمی و حقی اعتراف دارند.
و اگر گفتند: ما ابداً چیزی را نمی‌فهمیم و نمی‌فهمیم که نمی‌فهمیم، و در همه چیزها حتی در وجود و عدم خودمان شاکّیم و در شکّ خودمان نیز شاکّیم و همه اشیا را انکار داریم حتی انکار به آن‌ها را نیز انکار داریم، شاید از روی عناد زبانشان بدین حرف‌ها گویا است؛ پس احتجاج با ایشان ساقط است و امید راه جستن از ایشان نیست.
پس چارهٔ ایشان جز این نیست که ایشان را تکلیف به دخول نار کرد زیرا که نار و لانار نزدشان یکی است و ایشان را کتک زد زیرا که اَلَم و لا اَلَم برایشان یکی است.»